# Bazilika sv. Marka, Rim
Bazilika sv. Marka (italijansko Basilica di San Marco) je ena izmed rimskokatoliških cerkev v Rimu.
Sama bazilika je bila zgrajena v 4. stoletju in bila nato večkrat prenovljena. Danes je zgradba mešanica baročne in renesančne arhitekture.
V bližini se nahaja Beneška palača.